# Modale logica
Modale logica's kunnen worden gezien als een uitbreiding van andere logica's, zoals de propositielogica of de predicatenlogica. Er worden extra operatoren gebruikt, die modaliteiten uitdrukken. Oorspronkelijk waren dit de modaliteiten het is mogelijk dat en het is noodzakelijk dat, maar later zijn talloze andere modaliteiten voorgesteld, om tijd, geloof, onzekerheid, enzovoorts te kunnen weergeven. Een werk dat aan de basis ligt van de modale logica's, is A Survey of Symbolic Logic van de Amerikaanse filosoof Clarence Irving Lewis (1918).
Voor de semantiek van modale logica's worden vaak Kripkemodellen gebruikt.

## Modale propositielogica
Modale propositielogica is een veel gebruikte modale logica. Het is een propositielogica die bijvoorbeeld is uitgebreid met eenplaatsige operatoren voor respectievelijk het is mogelijk dat en het is noodzakelijk dat. Het is mogelijk dat p (waarbij p een propositie is) kan bijvoorbeeld worden weergegeven met Mp of M(p), maar het is gebruikelijk om hier een symbool voor te gebruiken, het ruitje (Engels: diamond): {\displaystyle \Diamond {p}}. Analoog hieraan zou het is noodzakelijk dat kunnen worden weergegeven als bijvoorbeeld Np of N(p), maar dit wordt gewoonlijk gedaan met het vierkantje (Engels: box): {\displaystyle \Box {p}}

### Syntaxis
Laat een verzameling propositievariabelen gegeven zijn. Welgevormde formules (wff's) worden dan gevormd door de volgende regels:
- een propositievariabele {\displaystyle p} is een wff;
- indien {\displaystyle \phi } een wff is, dan is {\displaystyle \lnot \phi } ook een wff;
- indien {\displaystyle \phi } en {\displaystyle \psi } wff's zijn, dan zijn {\displaystyle \phi \land \psi }, {\displaystyle \phi \lor \psi } en {\displaystyle \phi \to \psi } ook wff's;
- indien {\displaystyle \phi } een wff is, dan zijn {\displaystyle \Diamond \phi } en {\displaystyle \Box {\phi }} ook wff's;
- geen andere formules zijn wff's.

De eerste drie regels zijn bekend uit de (gewone) propositielogica; de vierde regel is nieuw voor modale propositielogica.
De twee modale operatoren kunnen met de volgende twee equivalenties in termen van elkaar worden gedefinieerd:
- {\displaystyle \Diamond {\phi }\Leftrightarrow \neg \Box {\neg \phi }}
- {\displaystyle \Box {\phi }\Leftrightarrow \neg \Diamond {\neg \phi }}

In woorden uitgedrukt respectievelijk zeggen deze equivalenties:
- {\displaystyle \phi } is mogelijk waar, dan en slechts dan als het niet zo is dat het noodzakelijk is dat {\displaystyle \phi } niet waar is.
- {\displaystyle \phi } is noodzakelijk waar, dan en slechts dan als het niet zo is dat het mogelijk is dat {\displaystyle \phi } niet waar is.

Voor de duidelijkheid zullen we beide operatoren gebruiken.
Hieruit volgt ook dat:
- {\displaystyle \neg \Diamond {\phi }\Leftrightarrow \Box {\neg \phi }}
- {\displaystyle \neg \Box {\phi }\Leftrightarrow \Diamond {\neg \phi }}

De modale diepte van een modale formule is het hoogste aantal vierkantjes dat in de formule te vinden is op geneste wijze. Zo is de modale diepte van de formule {\displaystyle \Box (\Box p\rightarrow q)\rightarrow (\Box \Box p\rightarrow \Box q)} gelijk aan twee en in {\displaystyle \Box (p\rightarrow \Box p)} is dat eveneens twee. Aangezien {\displaystyle \Diamond } gelijk is aan {\displaystyle \neg \Box \neg }, is de modale diepte van {\displaystyle \Box \Diamond p} gelijk aan twee want men kan de formule herschrijven naar {\displaystyle \Box \neg \Box \neg p}.

### Semantiek
Voor de semantiek van de modale propositielogica worden vaak Kripkemodellen gebruikt. Deze modellen kunnen bijvoorbeeld met tabellen worden weergegeven, maar vaak worden zij grafisch gerepresenteerd met behulp van knopen die voor mogelijke werelden of toestanden staan, en transities tussen deze knopen (de toegankelijkheidsrelatie). Als er een transitie is (weergegeven met een pijl) van knoop A naar knoop B, zeggen we dat wereld B vanuit wereld A bereikbaar of toegankelijk is. De semantiek van de gewone propositielogische operaties blijft hetzelfde; de semantiek van de modale operatoren wordt als volgt gedefinieerd:
- {\displaystyle \Diamond {p}} is waar in wereld w0 desda er minstens een wereld vanuit w0 toegankelijk is, waarin p waar is.
- {\displaystyle \Box {p}} is waar in wereld w0 desda in alle vanuit w0 toegankelijke werelden p waar is.

## Modale predicatenlogica
Net zoals men modale propositielogica verkrijgt door aan propositielogica de unaire modale operatoren {\displaystyle \Diamond } en {\displaystyle \Box } toe te voegen, kan men ook van een predicatenlogica modale predicatenlogica maken. Een voorbeeld van een formule uit deze logica is:
{\displaystyle \Box \forall (x):K(x)\rightarrow V(x)}
dat bijvoorbeeld zou kunnen uitdrukken dat het noodzakelijk is, dat alle kanaries vogels zijn.

## Tijdslogica
De tijdslogica van Arthur Prior kan beschouwd worden als modale logica, waarbij de modale operatoren een interpretatie krijgen die met tijd te maken heeft. Waar normaal gesproken in de toekomst zal p het geval zijn uitgedrukt wordt met Fp, had dit net zo goed met bijvoorbeeld {\displaystyle \Box p} weergegeven kunnen worden, waarbij {\displaystyle \Box } dus een heel andere interpretatie krijgt dan de hierboven geschetste, in plaats van noodzakelijkheid zou het toekomende tijd uitdrukken. Het is echter gebruikelijk om hier letters voor te gebruiken, die dus feitelijk staan voor modale operatoren.

## Deontische logica
Deontische logica gebruikt het symbool {\displaystyle O}, dat staat voor 'het is verplicht (obligatory) dat'. Vanuit dit symbool worden de volgende bepaald: {\displaystyle P} (het is toegestaan/permissible) en {\displaystyle F} (het is verboden/forbidden): {\displaystyle Pp=\neg O\neg p} (p is toegestaan betekent dat het niet verplicht is om p niet te doen) en {\displaystyle Fp=O\neg p} (p is verboden betekent dat het is verplicht om p niet te doen).
De deontische variant van het modale axioma: {\displaystyle Op\rightarrow p} is niet van toepassing voor deontische logica. Mensen zullen namelijk niet altijd doen wat verplicht is. Om dit te ondervangen is er een zwakker axioma in de deontische logica: {\displaystyle Op\rightarrow Pp} (handelingen die verplicht zijn, zijn toegestaan).